# La Chasse aux lions
Ne doit pas être confondu avec La Chasse au lion (Delacroix).
La Chasse aux lions est un tableau réalisé par le peintre français Eugène Delacroix en 1854-1855. Cette huile sur toile orientaliste représente une chasse aux lions. Exposée au Salon de peinture et de sculpture, à Paris, en 1855, elle est conservée au musée des Beaux-Arts de Bordeaux. Un incendie dans ce musée d'art bordelais en a détruit la partie supérieure en 1870.

## Histoire
La création de La Chasse aux lions donne lieu à la réalisation d'esquisses. L'une est exposée au musée d'Orsay, à Paris. Elle a été peinte en partie en plein air, mais finie à l'atelier.

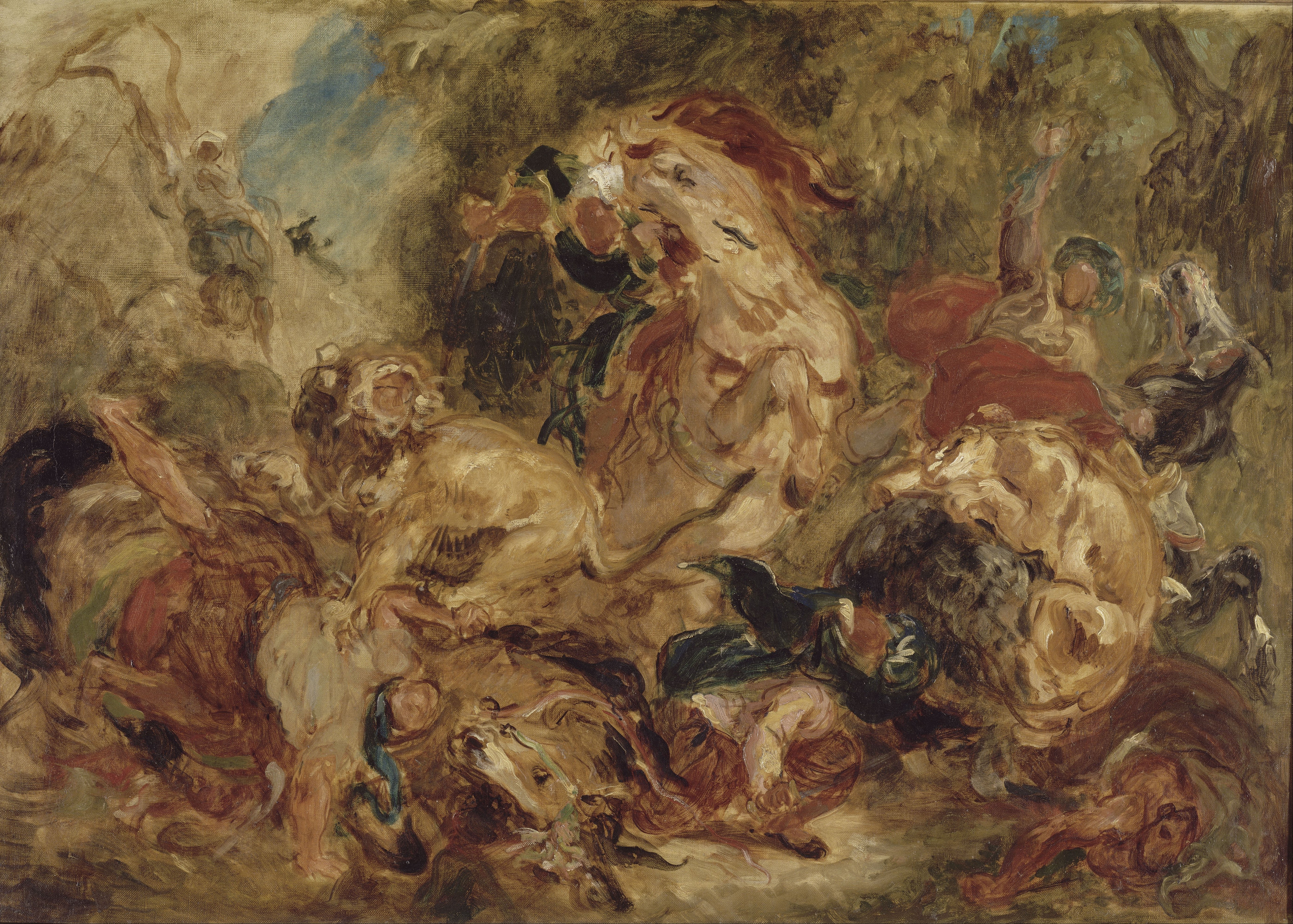
Esquisse pour La Chasse aux lions, 1855 – Musée d'Orsay, Paris[1],[2].
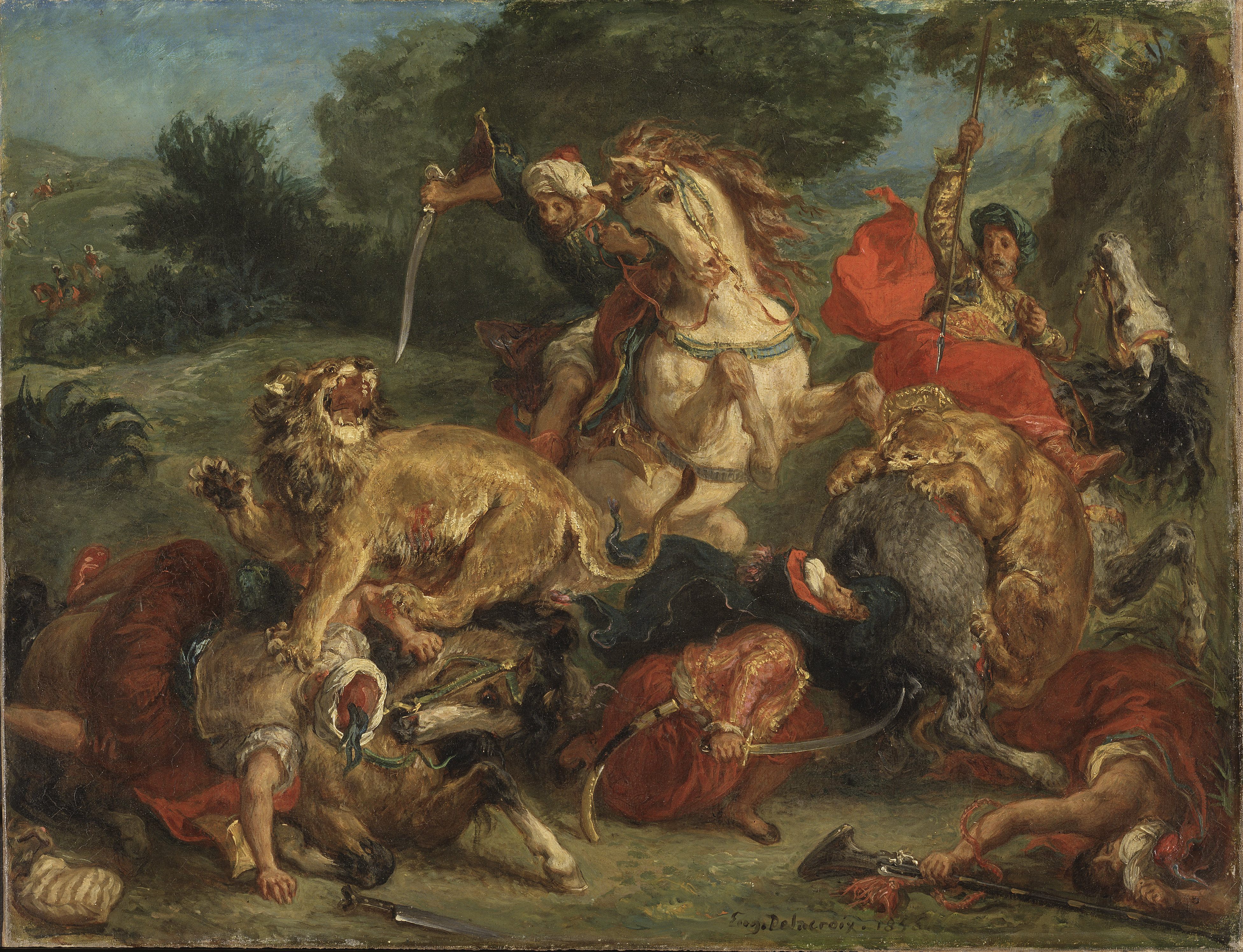
Esquisse pour La Chasse aux lions, 1855 – Nationalmuseum, Stockholm[3].

## Postérité
Odilon Redon est à l'origine d'une copie de La Chasse aux lions conservée dans le même musée que le tableau endommagé de Delacroix. De même, un certain J. Coudray livre également sa copie, laquelle demeure aussi au musée des Beaux-Arts de Bordeaux.

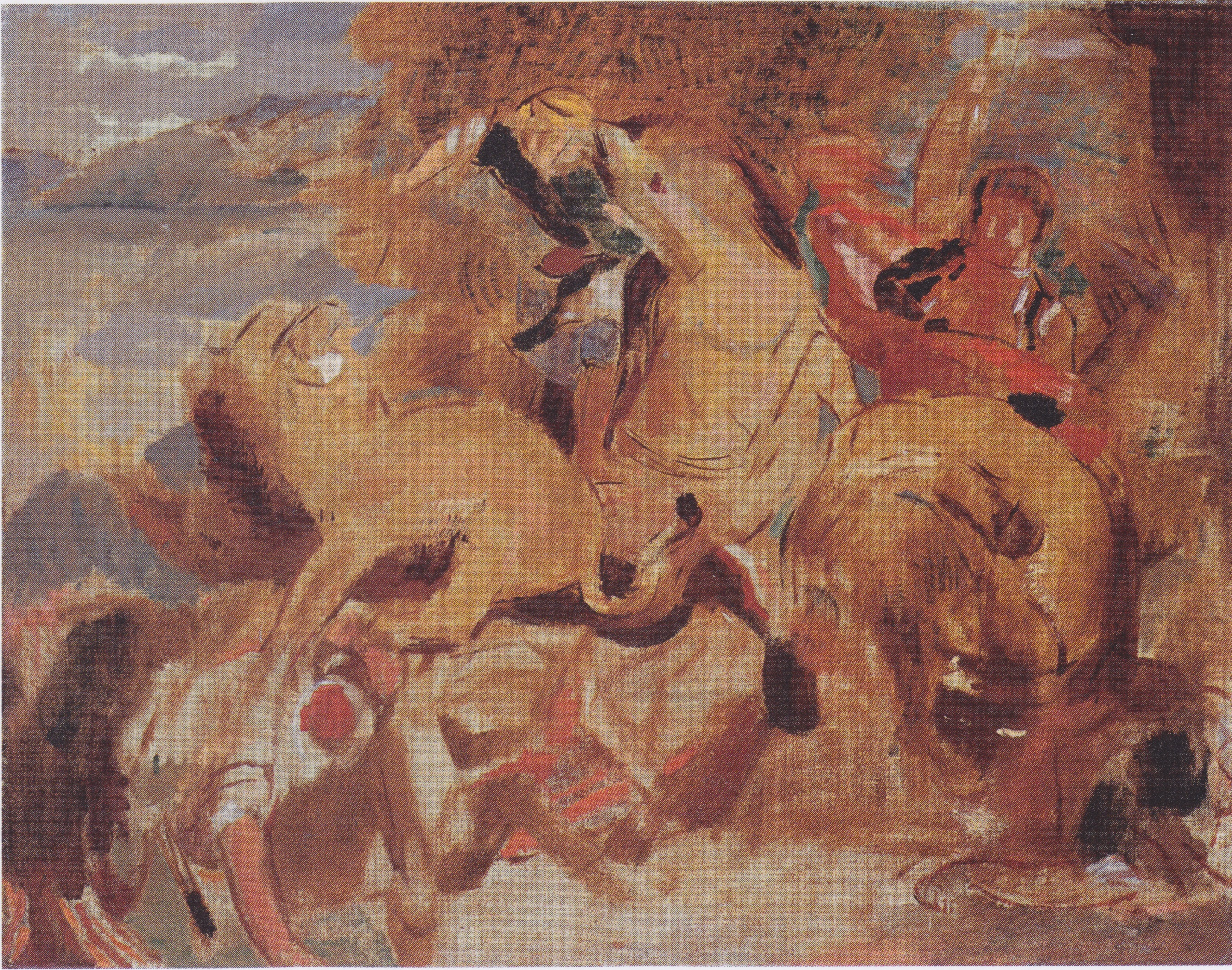
Esquisse d'une copie de La Chasse aux lions, Odilon Redon, 1867 – Musée des Beaux-Arts de Winterthour, Winterthour.
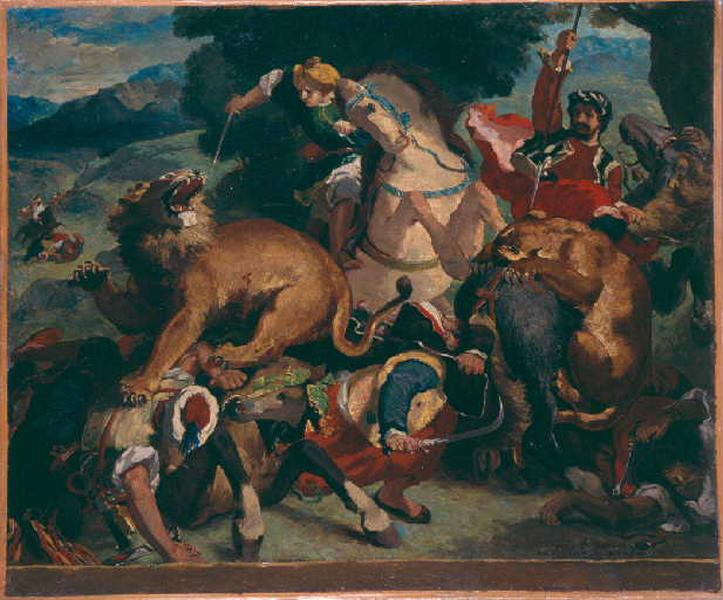
Copie de La Chasse aux lions, Odilon Redon, 1867 – Musée des Beaux-Arts de Bordeaux, Bordeaux.